# Нехтон II
Нехтон II (*Nechtan nepos Uerb, д/н — 620 або 621) — король піктів у 597—620/621 роках.

## Життєпис
Походив з династії Ерпидів. Стосовно батька існують протиріччя: за однією версією ним був Кану, за іншими — Ерп, син Нехтона I. Також висувалася теорія, що Нехтон II був онуком Гартнарта II, свого попередника. За іншою гіпотезою батьком Нехтона II був Гвід, син Бруде I, а матір'ю — Кану з династії Ерпидів. В цьому випадку його ототожнюють з королем Стратклайду, втім ця версія достеменно не підтверджена.
Став панувати приблизно з 597 року. Відзначався підтримкою християнства. Надавав значні кошти та землі кельтській церкві. Для зміцнення свого становища видав сестру за Домналла I, короля Дал Ріади. Також надав прихисток етелінгу Енфріту, що втік з королівства Берніція. Активна зовнішня політика Нехтона II свідчить про набуття потуги та впливу на сусідні держави. Помер у 620 або 621 році. Йому спадкував Кініох I.